# Félia Litvinne
Félia Litvinne, també Felia Litvinoff (Sant Petersburg, Rússia, 11 d'octubre de 1860 - París, França, 12 d'octubre de 1936), fou una soprano russa. Feu els seus estudis musicals a París i no tardà donar-se a conèixer com una de les millors intèrprets wagnerianes.
Després d'haver recorregut triomfalment les principals poblacions d'Amèrica del Nord i Europa, i tornà a París, on aconseguí èxits en alguns fragments de Tristany i Isolda i Götterdämmerung, obres que després representà integres en el teatre del Château-d'Eau de París. El 1904 es presentà en l'Òpera Còmica amb l'Alceste de Christoph Willibald Gluck, en la que confirmà els èxits anteriors. Es distingia pel seu estil correcte i la seva passió.